# Liste des présidents de l'Union africaine
Cet article fait la liste des présidents de l'Union africaine depuis sa création en juillet 2002. Le mandat de la présidence tournante est d'un an.

## Liste des présidents
| No | Nom                           | Investiture     | Fin du mandat   | Nationalité                      |
| -- | ----------------------------- | --------------- | --------------- | -------------------------------- |
| 1  | Thabo Mbeki                   | 9 juillet 2002  | 10 juillet 2003 | Afrique du Sud                   |
| 2  | Joaquim Chissano              | 10 juillet 2003 | 6 juillet 2004  | Mozambique                       |
| 3  | Olusegun Obasanjo             | 6 juillet 2004  | 24 janvier 2006 | Nigeria                          |
| 4  | Denis Sassou-Nguesso          | 24 janvier 2006 | 24 janvier 2007 | République du Congo              |
| 5  | John Kufuor                   | 30 janvier 2007 | 31 janvier 2008 | Ghana                            |
| 6  | Jakaya Kikwete                | 31 janvier 2008 | 2 février 2009  | Tanzanie                         |
| 7  | Mouammar Kadhafi              | 2 février 2009  | 31 janvier 2010 | Libye                            |
| 8  | Bingu wa Mutharika            | 31 janvier 2010 | 31 janvier 2011 | Malawi                           |
| 9  | Teodoro Obiang Nguema Mbasogo | 31 janvier 2011 | 29 janvier 2012 | Guinée équatoriale               |
| 10 | Thomas Boni Yayi              | 29 janvier 2012 | 27 janvier 2013 | Bénin                            |
| 11 | Haile Mariam Dessalegn        | 27 janvier 2013 | 30 janvier 2014 | Éthiopie                         |
| 12 | Mohamed Ould Abdel Aziz       | 30 janvier 2014 | 30 janvier 2015 | Mauritanie                       |
| 13 | Robert Mugabe                 | 30 janvier 2015 | 30 janvier 2016 | Zimbabwe                         |
| 14 | Idriss Déby                   | 30 janvier 2016 | 30 janvier 2017 | Tchad                            |
| 15 | Alpha Condé                   | 30 janvier 2017 | 28 janvier 2018 | Guinée                           |
| 16 | Paul Kagame                   | 28 janvier 2018 | 10 février 2019 | Rwanda                           |
| 17 | Abdel Fattah al-Sissi         | 10 février 2019 | 10 février 2020 | Égypte                           |
| 18 | Cyril Ramaphosa               | 10 février 2020 | 6 février 2021  | Afrique du Sud                   |
| 19 | Félix Tshisekedi              | 6 février 2021  | 5 février 2022  | République démocratique du Congo |
| 20 | Macky Sall                    | 5 février 2022  | 18 février 2023 | Sénégal                          |
| 21 | Azali Assoumani               | 18 février 2023 | 17 février 2024 | Comores                          |
| 22 | Mohamed Ould Ghazouani        | 17 février 2024 | 15 février 2025 | Mauritanie                       |
| 23 | João Lourenço                 | 15 février 2025 | -               | Angola                           |